# Empanada

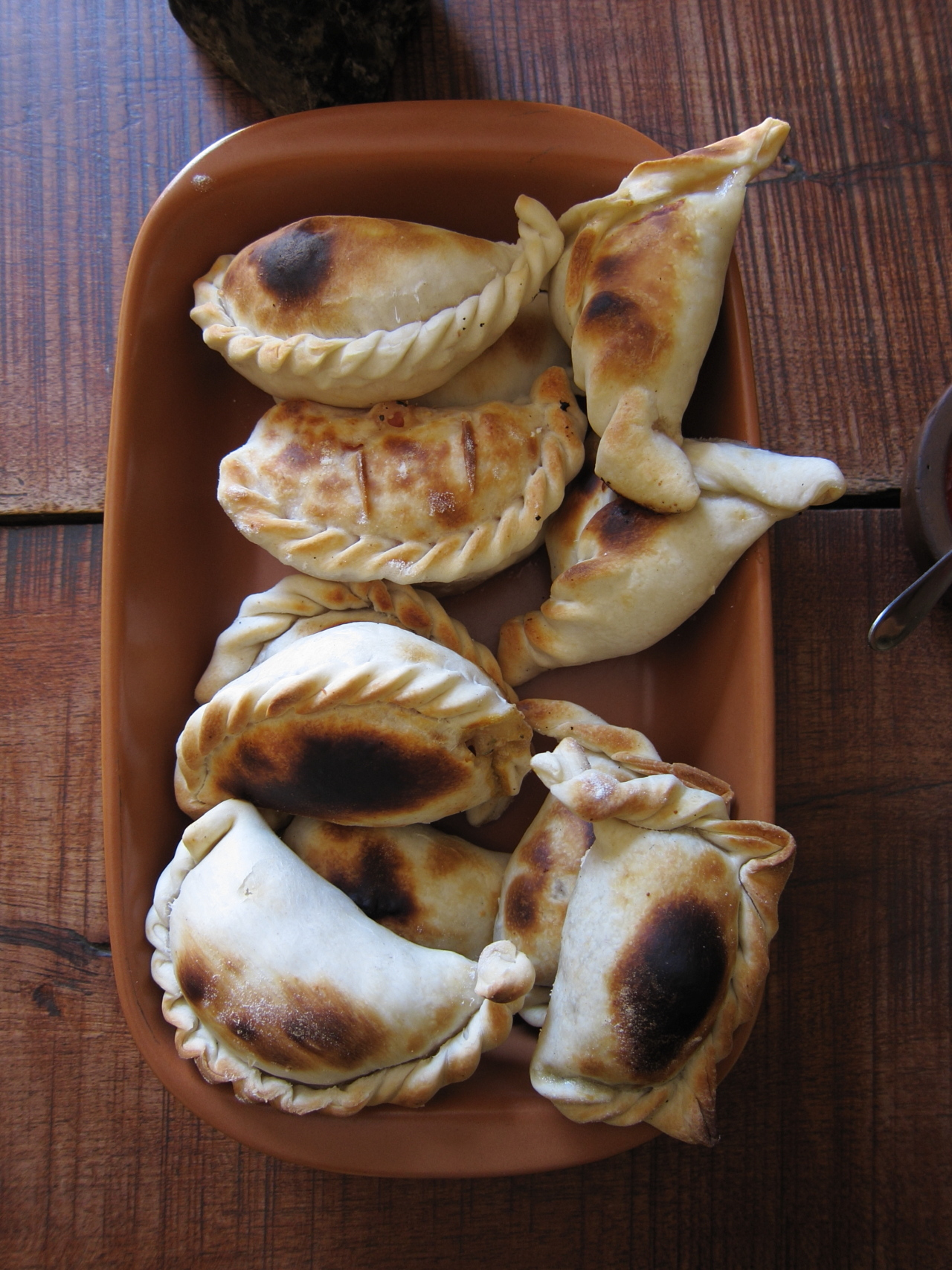
Empanadas

Empanada, na Espanha, e em quase todos os países da América Latina, é o equivalente ao pastel português, uma preparação individual de massa de farinha recheada e assada em forno ou frita. Aparentemente, estas iguarias derivam do hábito de rechear pão para fazer uma merenda para a jornada dos trabalhadores do campo ou para viajantes; “empanar” pode significar “transformar em pão”. A empanada típica tem a forma de uma meia-lua, devido a ser iniciada com uma rodela de massa que é recheada e dobrada sobre si mesma; o recheio pode ser de carne, aves, pescado, vegetais ou frutas.

## Espanha

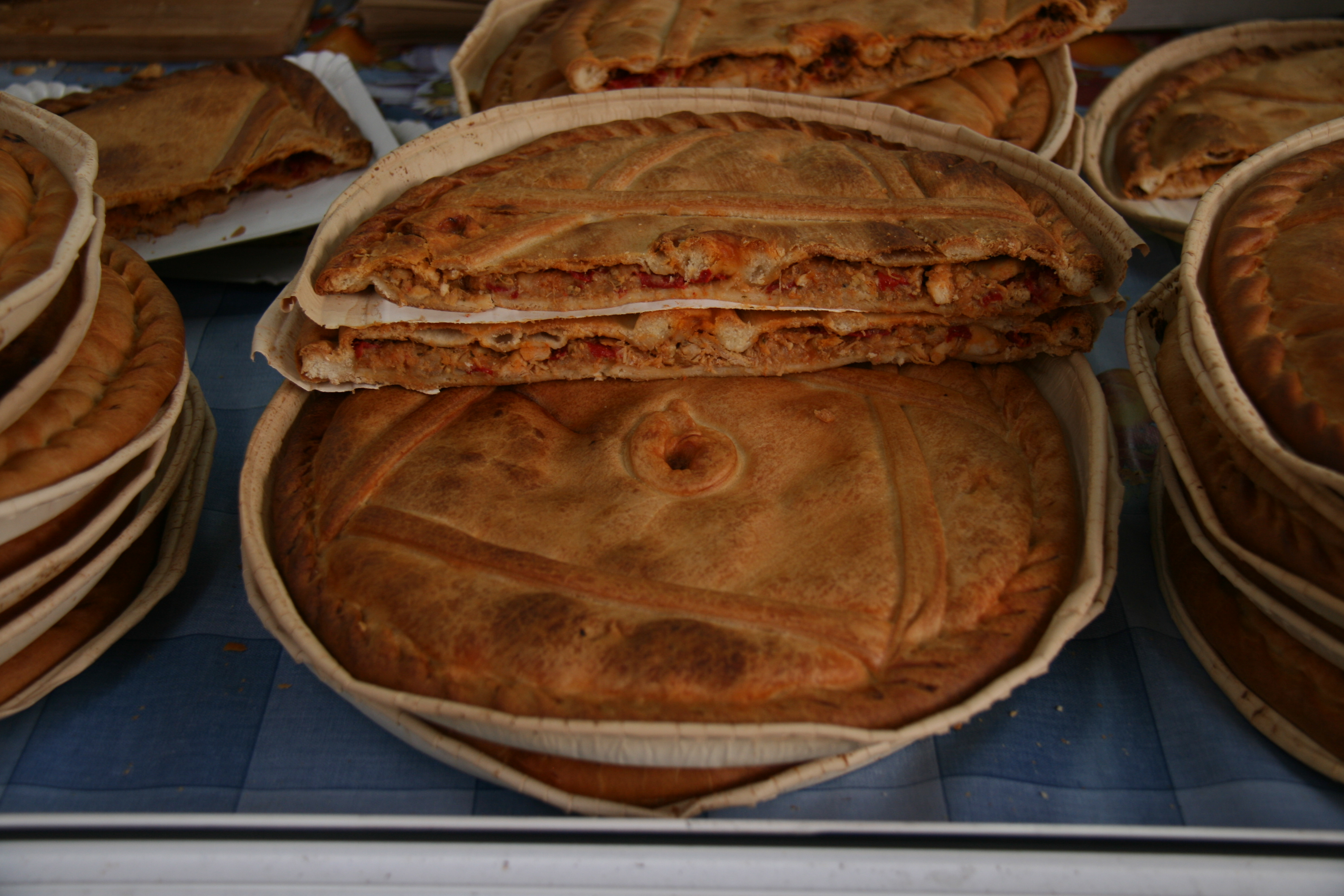
Pedaços de Empanada galega

Claro que este tipo de merenda é conhecido em praticamente todo o mundo, mas o nome espanhol manteve-se em quase todos os países que foram colonizados pelos espanhóis. No entanto, não existe uma receita única para as empanadas e, na própria Espanha, existem vários tipos. A empanada galega, com uma tradição de vários séculos, encontra-se esculpida no Pórtico da Glória da Catedral de Santiago de Compostela, construída no século XII. Esse tipo de empanada é formada por dois discos de massa de 20–30 cm de diâmetro, que se justapõem com um recheio que pode ser de vários alimentos e é assada em forno dentro de formas individuais.

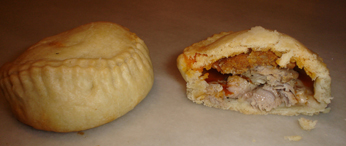
Formatjada, empanada típica das ilhas Baleares

Na ilha Minorca (Baleares), a formatjada típica é mais como uma empadinha, mas fechada da forma como se fecham normalmente as empanadas. Na Maiorca, a empanada, de forma típica, mas normalmente recheada com vegetais, chama-se cocarroi. Em El Bierzo, província de Leon, é tradicional a “empanada de batallón”, que tem a forma de um empadão recheado com carnes e vegetais e é servido em pedaços.

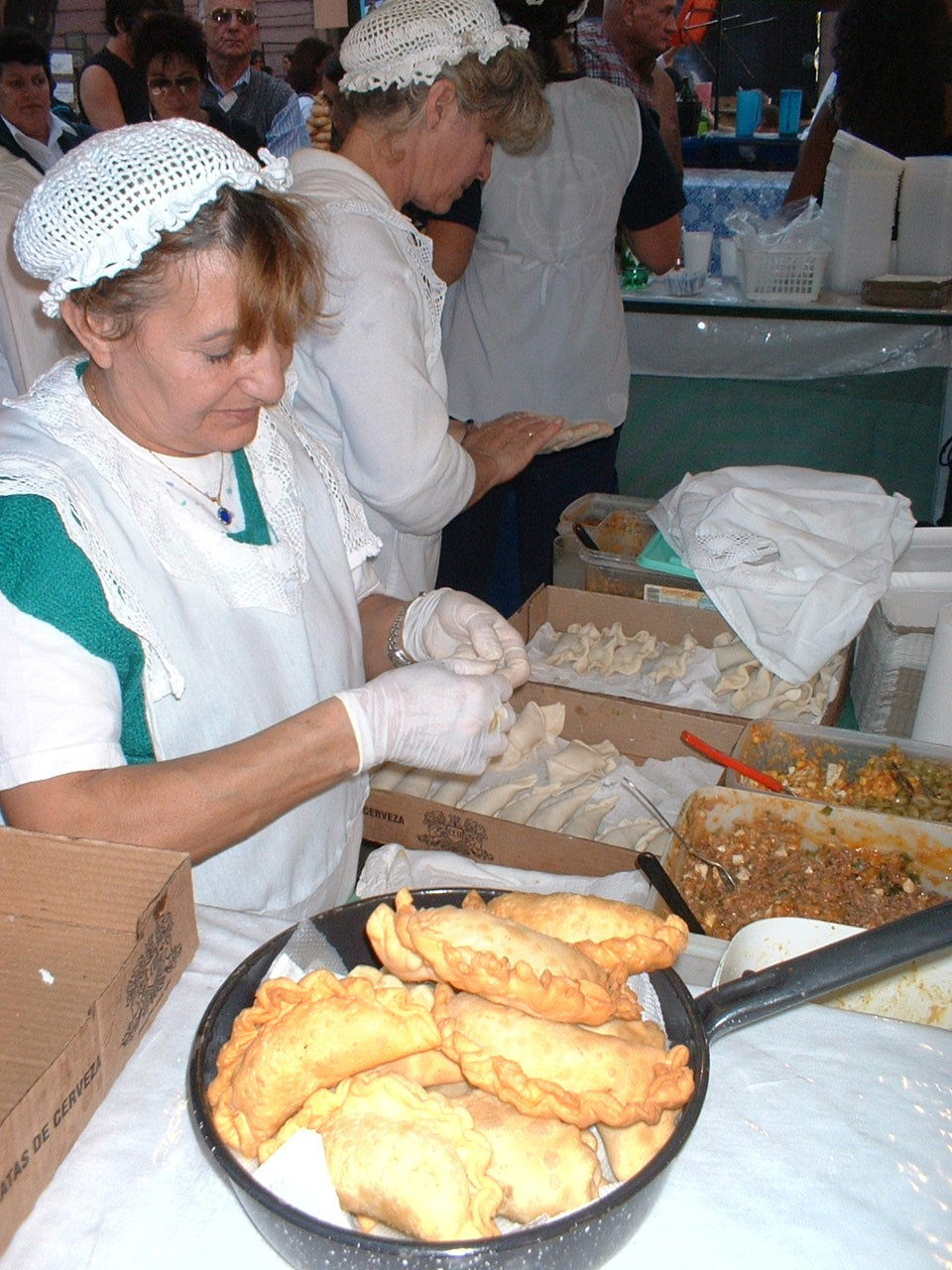
Mulheres argentinas fazendo empanadas

## América do Sul
Na América do Sul, cada país tem a sua receita típica de empanada. No Chile, a mais popular é a “empanada de pino”, recheada com uma mistura de carne de vaca moída e guisada, azeitonas, passas de uva e ovo cozido partido em pedaços. Na Argentina, as empanadas tucumanas, são recheada com carne de vaca cortada à mão em pequenos cubos e guisada com gordura de carne (de vaca ou de porco) e vários condimentos; opcionalmente, podem também levar azeitonas, passas de uva e ovo cozido. No Peru, fazem-se empanadas de massa folhada recheadas com presunto e queijo. Na Bolívia, preparam-se as “llauchas”, feitas com uma massa lêveda como a de pizza e recheadas com um molho à base de queijo, temperado com pimenta-malagueta; são cozidas num forno bem quente, onde crescem dramaticamente e se servem ligeiramente queimadas. No mesmo país são muito populares as saltenhas, que têm alguma semelhança com as empanadas argentinas e levam recheios variados. Na Colômbia, as empanadas são feitas com massa de farinha de milho, como os tamales mexicanos, recheadas com um guisado de carne de vaca ou porco temperado com “hogao” (ou “refogado”, um molho mal passado de tomate, cebola e pimento) e fritas. No Equador, as empanadas são feitas com uma massa feita com banana-da-terra verde (conhecida por “verde”), recheadas com um molho de queijo e cebola e fritas.
Nas Caraíbas, principalmente nas ilhas colonizadas pelos espanhois, as empanadas são pequenos pasteis de massa de farinha recheados, que podem ser assados no forno ou fritos. A massa é normalmente feita com farinha de trigo, mas pode também levar puré de mandioca (“yucca”) cozida, temperada com óleo de urucum. O recheio pode ser de carne de vaca, galinha ou peru, de chouriço ou outro produto baseado em carne de porco, de frutas ou vegetais (por exemplo, abóbora ou feijão preto e banana-macaco), com peixe ou mariscos, ou baseado em queijo.
Já no Brasil, chama-se empanada a um empadão feito no forno, com uma massa parecida com a que é feita para as empanadas pequenas e recheado com carne ou peixe e vegetais. O empadão é depois partido em pequenas porções, para ser servido.
Nas Filipinas, antiga colónia espanhola, as empanadas, sejam de galinha ou carne de vaca, são muito semelhantes às do Chile; o apresentador desta receita escreve que o recheio das empanadas filipinas faz lembrar o picadillo cubano.